# Gekraagde incakolibrie
De gekraagde incakolibrie (Coeligena torquata) is een vogel uit de familie Trochilidae (kolibries).

## Verspreiding en leefgebied
Deze soort komt voor van westelijk Venezuela tot noordelijk Peru en telt vijf ondersoorten:
- C. t. torquata: Colombia, noordwestelijk Venezuela, oostelijk Ecuador en noordelijk Peru.
- C. t. fulgidigula: oostelijk Ecuador.
- C. t. margaretae: Chachapoyas (noordelijk Peru).
- C. t. eisenmanni: zuidelijk Peru.
- C. t. insectivora: centraal Peru.